# Conocarpus lancifolius
Conocarpus lancifolius är en tvåhjärtbladig växtart som beskrevs av Adolf Engler. Conocarpus lancifolius ingår i släktet Conocarpus och familjen Combretaceae. Inga underarter finns listade i Catalogue of Life.